# Hordeum
- Commons
- Wikispecies

Hordeum L. é um género botânico pertencente à família Poaceae.
Na classificação taxonômica de Jussieu (1789), Hordeum é o nome de um gênero  botânico,  ordem  Gramineae,  classe Monocotyledones com estames hipogínicos.

## Sinonímia
- Critesion Raf.
- Critho E.Mey.
- Zeocriton Wolf

## Espécies
| - Hordeum bulbosum L. - Hordeum californicum Covas e Stebb. - Hordeum distichon L. - Hordeum euclaston Steud. - Hordeum geniculatum All. - Hordeum glaucum Steud. - Hordeum jubatum L. | - Hordeum marinum Hudson - Hordeum murinum L. - Hordeum riehlii Steud. - Hordeum secalinum Schreber - Hordeum stebbinsii Covas - Hordeum vulgare L. |

- «Lista completa»

## Classificação do gênero
| Sistema | Classificação                   | Referência               |
| ------- | ------------------------------- | ------------------------ |
| Linné   | Classe Triandria, ordem Digynia | Species plantarum (1753) |